# Rivera (Costa Rica)
Rivera, anche chiamato Ribera o La Ribera, è un distretto della Costa Rica facente parte del cantone di Belén, nella provincia di Heredia.
Rivera comprende 4 rioni (barrios):
- Calle La Labor
- Echeverría
- Fuente
- Vista Linda